# Neskaupstaður
Neskaupstaður is een vissersplaatsje in het oostelijk fjordengebied van IJsland dat ongeveer 1400 inwoners telt. Het plaatsje ligt aan de noordzijde van de Norðfjörður in de gemeente Fjarðabyggð in de regio Austurland.
Neskaupstaður ligt op het land dat ten tijde van de kolonisatie van IJsland omstreeks 960 na Christus bij de boerderij Nes behoorde. Men vermoedt dat deze boerderij oorspronkelijk door de vader van Erik de Rode was gebouwd, een Viking die in meerdere IJslandse saga's een rol speelt. 
Oorspronkelijk was Neskaupstaður alleen maar goed over zee te bereiken, en in 1949 was de eerste (en nog steeds enige) weg klaar. Deze voerde over de Oddsskarð, een pas over IJslands hoogste bergen die gedurende de winter door de vele sneeuwval buitengewoon moeilijk te nemen was. Van 1974 tot 1977 is men bezig geweest om op 632 meter boven zeeniveau een tunnel door het bergmassief te graven. Deze tunnel, de Oddsskarðgöng, is een 626 meter lange claustrofobische weg die slechts over één rijstrook bereden kan worden. De tunnel is spaarzaam verlicht en er is halverwege een passeerstrook. De tunnel kan aan beide zijden afgesloten worden. Vanuit Neskaupstaður worden boottochten naar Mjóifjörður, een langgerekt fjord met verschillende watervallen georganiseerd. Er is ook een natuurhistorisch museum. 
In december 1974 viel een lawine op het plaatsje, waarbij 12 mensen om kwamen. Daarom is er een lawinekering gebouwd.